# Végh Alpár Sándor
| Végh Alpár Sándor                         | Végh Alpár Sándor                                              |
| Kattints az alábbi külső linkek egyikére! | Kattints az alábbi külső linkek egyikére!                      |
| ----------------------------------------- | -------------------------------------------------------------- |
| Nem található szabad kép.(?)              |                                                                |
| külső link · jogvédett                    | Végh Alpár Sándor. Prima Primissima díjas. 2021. szeptember 7. |

Végh Alpár Sándor (Túrkeve, 1943. szeptember 29. – Zebegény, 2024. augusztus 3.) magyar tárcaíró, publicista.

## Pályafutása
1961-ben érettségizett az Óbudai Árpád Gimnáziumban, majd geodéta végzettséget szerzett. Újságírói pályafutása során dolgozott többek között a Magyar Hírlap, a Népsport, a Képes 7 és a Magyar Nemzet számára. Főszerkesztője volt a Szabad Föld hetilapnak. 
Több évtizedes riporteri munka után a Magyar Nemzet Köznapló című hétvégi sorozatába írt. Ezt követően a Heti Válasz tárcaírója és publicistája lett. 1988 őszén negyvenöt nap alatt, ezer kilométert megtéve végigjárta az országot, ebből született Legyél vándor! című riportkönyve.

## Művei
- Kalitkában három alma. Néznivaló; Kútágas Könyv, Budapest, 1994
- Legyél vándor! Útravaló; Kútágas Könyv, Budapest, 1994
- Lakjuk be Magyarországot! Tennivaló; Kútágas Könyv, Budapest, 1994
- A remény emlékei. Regény; Kairosz, Budapest, 1999
- Vissza az illúziókat. Korrajz; Széphalom, Budapest Könyvműhely, 2004
- Köznapló: Tavasztól új tavaszig; Széphalom Könyvműhely, Budapest, 2005
- Hó. Végh Alpár Sándor e címen adja közre feketével és szivárványszínnel írott riportjait; Széphalom Könyvműhely, Budapest, 2006
- Köznapló 2. Mindaz, amit átéltünk 2005 tavasza és 2007 újtavasza közt; Amadeus Művészeti Alapítvány, Budapest, 2010
- Volt egyszer egy lovasnemzet, avagy: döglött lovon ültök, mint a cseh király. Példatár; Heti Válasz, Budapest, 2017

## Díjai, elismerései
- Táncsics Mihály-díj (1993)
- Magyar Lajos-díj (1999)
- Prima díj (2016, Magyar sajtó kategóriában)[3]